# Волков, Анатолий Иванович (Герой Социалистического Труда)
Анато́лий Ива́нович Во́лков (15 марта 1927, Днепропетровск — 28 февраля 2014, Запорожье) — металлург, старший вальцовщик завода «Запорожсталь». Герой Социалистического Труда (1960).

## Биография
Родился 15 марта 1927 года в Днепропетровске. В 1947 году окончил Днепропетровский индустриальный техникум, после чего работал помощником вальцовщика и вальцовщиком тонколистового цеха. С 1951 по 1968 год — старший вальцовщик тонколистового цеха металлургического завода «Запорожсталь». В 1956 году вступил в КПСС, депутат XXII съезда КПСС.
В 1960 году удостоен звания Героя Социалистического Труда.
В 1967 году заочно окончил запорожский филиал Днепропетровского металлургического института по специальности «обработка металлов давлением». С 1968 по 1977 год — мастер прокатного стана, начальник смены, начальник цеха слябинга металлургического комбината «Запорожсталь».
С 1977 по 1987 год — работник центральной заводской лаборатории, вальцовщик цеха горячей прокатки тонкого листа металлургического комбината «Запорожсталь».
С 1987 года — директор базы отдыха «Металлург» на острове Хортица в городе Запорожье.
После выхода на пенсию проживал в Запорожье.

## Награды
- Герой Социалистического Труда — указом Президиума Верховного Совета СССР от 28 мая 1960 года;
- Орден Ленина;
- Орден Трудового Красного Знамени;
- Орден Октябрьской Революции.